# 220.ª Brigada Mixta (Ejército Popular de la República)
La 220.ª Brigada Mixta fue una unidad del Ejército Popular de la República creada durante la Guerra Civil Española. A lo largo de la contienda estuvo desplegada en los frentes de Teruel, Levante y Extremadura.

## Historial
La unidad fue creada el 24 de agosto de 1937, en Ciudad Real, a partir de los reemplazos de 1930, 1937 y 1938. Para la jefatura de la nueva 220.ª Brigada Mixta se nombró al mayor de milicias Ramón González Pardo, quedando la unidad agregada a la 68.ª División del XX Cuerpo de Ejército. Como comisario político de la unidad se designó al socialista Eulalio Amador Carrasco. La formación de la unidad no llegó a estar completa hasta el mes de noviembre.
Posteriormente se trasladó junto al resto de la división al frente de Teruel, para tomar parte en la ofensiva republicana. El 14 de diciembre atacó el puerto de Villastar, posición que lograría conquistar dos días después. El 19 de diciembre ocuparía las poblaciones de Castralvo y El Castellar, logrando la limpieza de la bolsa que se había formado al sur de Teruel. El día 21 participó en el asalto de la ciudad, en el flanco izquierdo de la masa de maniobra republicana, pero la 220.ª BM sufrió un desgaste tan elevado que hubo de ser retirada a retaguardia. El 30 de diciembre regresó al frene y pasó relevar a los elementos de la 11.ª División que cubría Concud, aunque al día siguiente perdería esta localidad por la contraofensiva franquista. La brigada sería entonces retirada a Extremadura, para ser sometida a una profunda reorganización. 
Para el 17 de febrero de 1938 la 220.ª BM se encontraba de vuelta en el frente de Teruel, aunque no tomó parte en los combates finales. Posteriormente pasó a quedar agregada a la 22.ª División del XIX Cuerpo de Ejército, tomando parte en la campaña de Levante. El 3 de abril, ante el empuje de las fuerzas franquistas mandadas por el general Antonio Aranda, la brigada se retiró al área de Ejulve-Villarluengo. A comienzos de mayo la 220.ª BM se encontraba asignada a la División «Andalucía». Situada en la zona de La Iglesuela del Cid, ante la presión enemiga hubo de emprender una lenta retirada hasta alcanzar las defensas de la línea XYZ.
Asignada a la 6.ª División, la unidad fue enviada como refuerzo al frente de Extremadura. Para entonces se encontraba bajo el mando del teniente coronel Rogelio López Belda, antiguo oficial de la Guardia Civil. La 220.ª BM tomó parte en los contraataques republicanos en el río Zújar, en dirección a la Puebla de Alcocer-Castuera, y posteriormente pasó a cubrir las posiciones republicanas en el área de Campanario. Durante los meses de otoño pasó a retaguardia, en la zona de la Puebla de Alcocer y Almorchón. En enero de 1939, durante la batalla de Peñarroya, intervino en la ruptura del frente enemigo en el sector de Valsequillo, actuando como reserva de la 107.ª Brigada Mixta. También llegó a combatir en las sierras de Los Torozos y Mesagaras. Tras el final de los combates fue enviada a retaguardia, en la zona de El Viso e Hinojosa del Duque.

## Mandos
Comandantes
- Mayor de milicias Ramón González Pardo;[1]
- Teniente coronel de la Guardia Civil Rogelio López Belda;

Comisarios
- Eulalio Amador Carrasco, del PSOE;[2]